# Neivamyrmex walkerii
Neivamyrmex walkerii är en myrart som först beskrevs av John Obadiah Westwood 1842.  Neivamyrmex walkerii ingår i släktet Neivamyrmex och familjen myror. Inga underarter finns listade i Catalogue of Life.